# Higuchi Tomoyuki
Tomoyuki Higuchi (sinh ngày 2 tháng 3 năm 1985) là một cầu thủ bóng đá người Nhật Bản.

## Sự nghiệp câu lạc bộ
Tomoyuki Higuchi đã từng chơi cho Thespa Kusatsu.